# Ataques iraníes con misiles contra Irak y Siria
Los ataques iraníes con misiles contra Irak y Siria fueron una serie de ataques aéreos llevados a cabo por Irán, el 15 de enero de 2024, contra varias zonas de Irak y Siria. Según las autoridades iraníes los objetivos habían sido la sede regional de la agencia de inteligencia israelí Mosad y varios bastiones de grupos terroristas y que los ataque habían sido en respuesta a los atentados de Kerman del 3 de enero del que el Estado Islámico asumió la responsabilidad.
La ciudad de Erbil, capital de la región autónoma del Kurdistán iraquí, fue el objetivo de once de los quince misiles disparados. Los cuatro misiles restantes estaban dirigidos contra la gobernación siria de Idlib, apuntando a zonas controladas por la oposición siria. En la propia Erbil, el ataque iraní mató a cuatro personas e hirió a otras diecisiete.
Las afirmaciones de Irán de haber atacado la presencia israelí en Kurdistán y los grupos terroristas en Siria fueron rechazadas por el gobierno iraquí y el gobierno autónomo kurdo, que condenaron el ataque.

## Antecedentes
El 3 de enero de 2024, durante una ceremonia conmemorativa del asesinato de Qasem Soleimani en Kermán, capital de la provincia homónima de Irán, tuvieron lugar una serie de explosiones que mataron al menos a 94 personas e hirieron a otras 284. Posteriormente, el Estado Islámico se atribuyó la responsabilidad del atentado. El ayatolá Alí Jamenei, líder supremo de Irán, prometió una «dura respuesta» al ataque y declaró que los responsables «serán el objetivo definitivo de la represión y el castigo justo a partir de ahora»

## Ataques

### Kurdistán iraquí
El ataque en Erbil tuvo como objetivo la residencia de Peshraw Dizayee, director ejecutivo de Empire World, una empresa de desarrollo inmobiliario, y lo mató junto con su hija, su ama de llaves y el empresario Karam Mikhail, además dos iraníes han sido detenidos acusados de estar involucrados en espionaje para la Guardia Revolucionaria. El aeropuerto internacional de Erbil fue cerrado temporalmente. Los Cuerpos de la Guardia Revolucionaria Islámica (CGRI) rápidamente asumió la responsabilidad del ataque. Además, las fuerzas de la coalición derribaron tres drones cerca del aeropuerto.
La agencia de noticias Tasnim reveló que durante el ataque se utilizaron cuatro misiles balísticos lanzados desde la provincia de Kermanshah y otros siete disparados desde la provincia de Azerbaiyán Occidental, durante el cual, se utilizaron misiles balísticos de corto alcance Fateh-110.

### Siria
Los Cuerpos de la Guardia Revolucionaria Islámica afirmaron que también atacaron a las fuerzas del Estado Islámico en el noroeste de Siria con cuatro misiles, dirigidos específicamente a los autores de los atentados de Kerman del 3 de enero. La agencia de noticias Tasnim informó que la Fuerza Aeroespacial de los Cuerpos de la Guardia Revolucionaria Islámica lanzó cuatro misiles balísticos de alcance medio Kheibar Shekan desde el distrito de Darkhoveyn en la provincia de Juzestán a medianoche, los misiles recorrieron una distancia de 1200 kilómetros para alcanzar objetivos cerca de Taltita en la gobernación de Idlib. Estas afirmaciones fueron puestas en duda, ya que el Estado Islámico no tiene presencia en la región aparte de un número no confirmado de células encubiertas.
Según el Observatorio Sirio para los Derechos Humanos, es poco probable que Irán haya llevado a cabo su ataque en Siria utilizando misiles balísticos de medio alcance, dada la escala limitada de daños. En cambio, el observatorio afirmó que el ataque probablemente fue llevado a cabo por grupos respaldados por Irán situados en la gobernación de Alepo en Siria, aproximadamente a 30 kilómetros de la zona de impacto.

## Consecuencias
Un día después del ataque, Irán llevó a cabo una serie similar de ataques con misiles contra Pakistán, alegando que había apuntado a Jaish ul-Adl, un grupo militante baluchi que se había atribuido la responsabilidad del atentado suicida de Khash-Zahedan en Irán en 2019. Estos ataques fueron condenados por el gobierno paquistaní, que expulsó al embajador iraní de Islamabad y afirmó que los ataques habían matado a dos niños en Baluchistán, prometiendo posteriormente responder a la violación del espacio aéreo paquistaní por parte de Irán.

## Reacciones
Una fuente del gobierno iraquí dijo que no fue informado antes del ataque y que se celebraría una reunión de emergencia. Describió el ataque como una violación flagrante del acuerdo iraní-iraquí. Además, la región autónoma del Kurdistán pidió al gobierno iraquí y a la comunidad internacional que no guarden silencio ante el ataque a Erbil. Tras el ataque, Irak llamó a consultas a su embajador en Teherán y convocó al encargado de negocios iraní en Bagdad.
Los Cuerpos de la Guardia Revolucionaria Islámica dijeron que el ataque fue una respuesta al asesinato por parte de Israel de «elementos de la resistencia».
Los ataques fueron condenados por Estados Unidos y sus principales aliados: Reino Unido, Canadá, Alemania, Francia, Japón y Países Bajos. El papa Francisco condenó los ataques y afirmó que «las buenas relaciones entre vecinos no se construyen con este tipo de acciones, sino con el diálogo y la cooperación».
El secretario general de la OTAN, Jens Stoltenberg, denunció el ataque a Erbil durante una conversación con el primer ministro iraquí, Mohammed Shia' Al Sudani, durante el Foro Económico Mundial en Davos, Suiza. Por su parte la Liga Árabe y el Parlamento Árabe condenaron el ataque, calificándolo de «asalto a la seguridad nacional árabe».